# Enicospilus bicarinatus
Enicospilus bicarinatus är en stekelart som beskrevs av Tang 1990. Enicospilus bicarinatus ingår i släktet Enicospilus och familjen brokparasitsteklar. Inga underarter finns listade i Catalogue of Life.